# كيفن فورمان
كيفن فورمان هو مسير أعمال كندي، ولد في 5 يوليو 1964 في ساسكاتشوان في كندا.